# 386BSD
O 386BSD, às vezes chamado de "Jolix", era um sistema operacional livre Unix-like baseado em BSD, lançado pela primeira vez em 1992. Ele rodava em sistemas de computadores compatíveis com PC baseado no microprocessador Intel 80386. O 386BSD possuía funções como controle de acesso baseado em papéis, Buffer circular, a configuração auto-ordenada e design modular do kernel. Os BSDs para PC descendeu a partir dele.